# Gut Avelsbach
Koordinaten: 49° 45′ 15,7″ N, 6° 41′ 30,3″ O

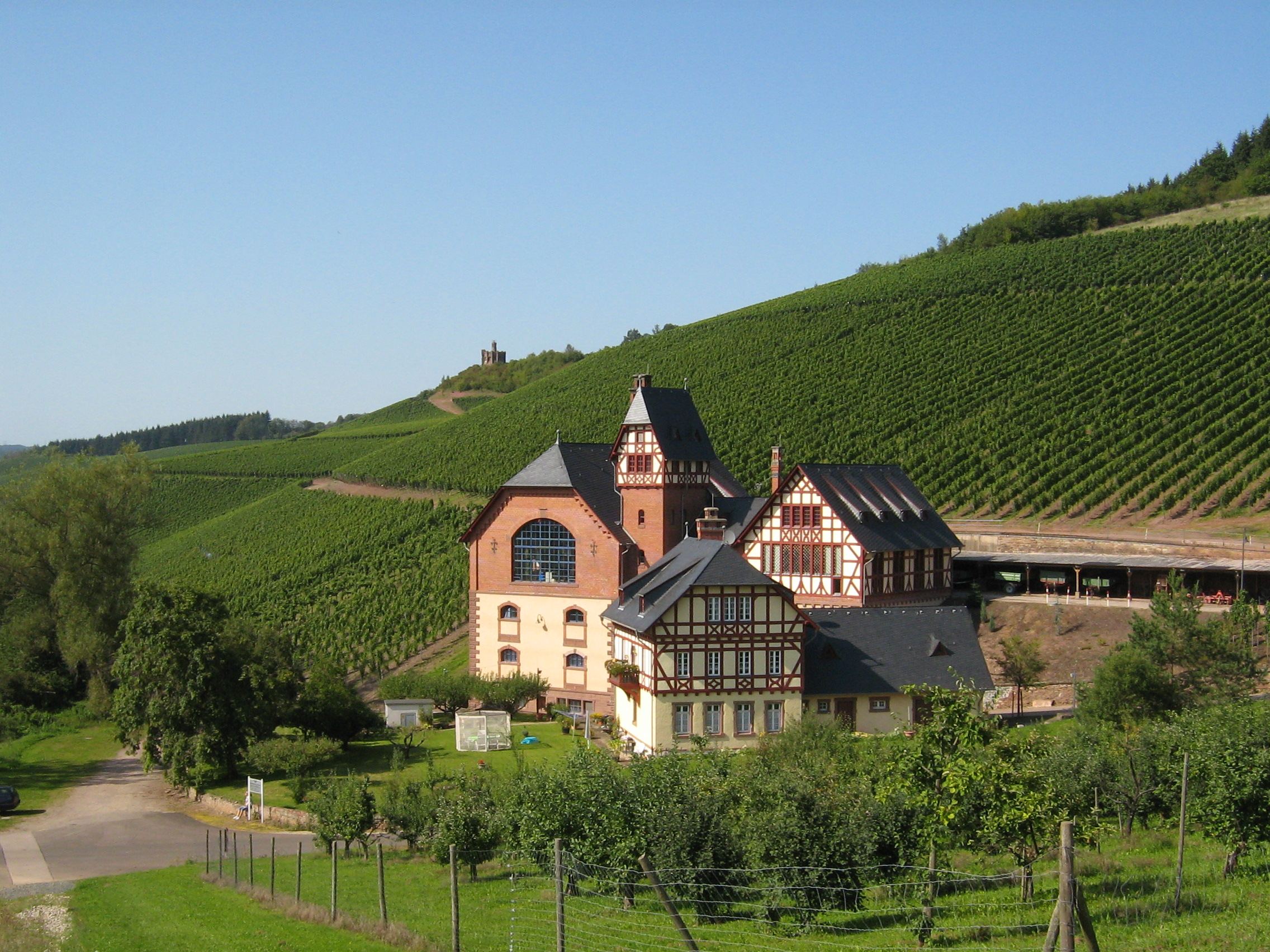
Staatliche Weinbaudomäne Trier

Die Staatliche Weinbaudomäne Trier – auch Staatliche Domäne Avelsbach und danach Hofgut Avelsbach genannt – war eine im Besitz des Landes Rheinland-Pfalz befindliche Weinbaudomäne in Trier-Kürenz. Das Anwesen wurde 2020 privatisiert und neuer Besitzer wurde die DWM – Deutsche Wein Marketing GmbH aus Berlin. Die neue Bezeichnung lautet Gut Avelsbach mit Sitz in Trier-Kürenz.

## Geschichte
Die Weinbaudomäne wurde 1896 auf Initiative des Agrarwissenschaftlers Hugo Thiel (1839–1918) vom preußischen Staat als Modellbetrieb gegründet, um moderne und rationelle Methoden des Weinanbaus zu fördern und Pflanzenschutzmethoden zu erforschen. Zunächst wurden Weinberge in Ockfen angelegt, ab 1901 kamen Lagen in Trier (Aveler Tal, fertiggestellt 1911; die Flächen wurden zuvor als Lohwald genutzt) und Serrig (fertiggestellt 1938) hinzu. 1902 wurde in Trier im Bereich der Sichelstraße eine große Kelleranlage gebaut, in der auf 5.475 Quadratmetern über 1.000 Fuder Wein gelagert werden konnten. Im Herbst 2011 wurde ein neugebauter Weinkeller neben dem Keltereigebäude in Betrieb genommen.
1977 erfolgte eine Fusion mit der Landes-Lehr- und Versuchsanstalt (LLVA). Da die Anbaufläche dieser beiden Betriebe mit 88 Hektar den Bedarf für Forschungs- und Ausbildungszwecke weit überstieg, wurden die Lagen in Serrig und Ockfen privatisiert. Seit 1990 fanden Renovierungsarbeiten statt.
Die Domäne umfasste 31 Hektar in den Lagen Avelsbacher Hammerstein und Avelsbacher Rotlei (jeweils Alleinbesitz) sowie Trierer St. Maximiner Kreuzberg, Trierer Deutschherrenberg und Trierer Deutschherrenköpfchen. Dabei handelte es sich zu 70 Prozent um Steillagen. Es wurde überwiegend Riesling angebaut (82 Prozent der Fläche), auf 5 % Burgunder- und Regenttrauben; des Weiteren Elbling, Chardonnay oder Traminer. Ein Teil der Weine wurde auch zu Sekt verarbeitet. Auf den Etiketten der Weine ist seit den 1930er-Jahren ein stilisierter Adler abgebildet. Die Domäne wurde ab dem Jahr 2014 vorübergehend auf den ökologischen Weinbau umgestellt. Der Bioanbau wurde aufgrund wirtschaftlicher Gründe aber vom nachfolgenden Pächter, dem DRK Sozialwerk, nicht weiter forciert.
Seit 2015 befindet sich auf dem Gelände eine Friedensstele mit der Aufschrift ERHALTET DEN FRIEDEN sowie GEDENKET BEDENKET, die von den ehemaligen Schülern der Staatliche Lehr- und Versuchsanstalt für Weinbau, Landwirtschaft, Hauswirtschaft und Gartenbau in Trier errichtet wurde.
Ab 2016 wurden die Gebäude sowie die Weinberge und die Kellereitechnik der Domäne Avelsbach an das DRK Sozialwerk (Hauptsitz: Bernkastel-Kues) verpachtet. Das Sozialwerk produzierte in der Domäne Avelsbach auch Weine der Weingüter Nikolaus-Hospital und Cusanus-Hofgut und bot Produkte verschiedener kooperierender regionaler Produzenten von Lebensmitteln an.
Aus wirtschaftlichen Gründen trat der Pächter 2019 vorzeitig aus dem Pachtverhältnis zurück und das Gut wurde 2020 in einem Bieterverfahren an die DWM Deutsche Wein Marketing GmbH aus Berlin für insgesamt 3,35 Mio. € veräußert. Seitdem ist das Gut in privater Hand.

## Architektur
Bei der Domäne handelt es sich um eine Baugruppe aus Kelterhaus, Abfüll- und Lagergebäuden und Wohnhaus. Der Komplex ist in verschieden hohe Gebäude einschließlich eines Turmes gegliedert, die mit Putzflächen, Sichtbackstein und Zierfachwerk sowie unterschiedlichen Dachflächen mit Walmen und Gaupen gestaltet sind. Dies verleiht dem Bauwerk einen burgartigen Charakter. Die umliegenden Weinberge wurden ursprünglich mit einer Feldbahn erschlossen, deren Gleise direkt ins Dachgeschoss des Kelterhauses führten. Von dort wurden die Trauben auf dem Weg ins Erdgeschoss weiter verarbeitet. Das Gebäude gilt als bedeutendes Denkmal der Wirtschafts- und Weinbaugeschichte.
Für die Arbeiter der Domäne entstand auf der Höhe an der heutigen Baltzstraße eine eigene Wohnsiedlung. Hierbei handelt es sich um eine typische Arbeitersiedlung mit dörfischem Charakter. Sie wurde aus neun Zweifamilienhäusern entlang der Baltzstraße auf freiem Feld auf einem Plateau des Grünebergs oberhalb der Staatlichen Weinbaudomäne Avelsbach in der Zeit von 1908 bis 1910 in der Art eines Dorfes errichtet. Zu jedem Haus gehörten ein Garten und drei Morgen Ackerland, das eine eigene landwirtschaftliche Nutzung ermöglichte. Wohnhäuser und Land wurden an Arbeiter der Weinbaudomäne verpachtet. Damit wurde das Ziel verfolgt, einen festen Kern von Mitarbeitern an das Unternehmen zu binden, der im Gegensatz zu den bis zu 250 Saisonarbeitern ständig zur Verfügung stand.
Oberhalb der Weinberge in nordwestlicher Richtung befindet sich die sogenannte Thiels-Burg.

## Sonstiges
Die Domänenstraße in Trier wurde nach dem Anwesen der Staatlichen Weinbaudomäne benannt.

## Einzelbelege
1. 1 2 3  Eintrag zu Domäne Avelsbach - Gemeinschaftshaus (2017-03-01) in der Datenbank der Kulturgüter in der Region Trier.
2. ↑  Alexander Schumitz: Sträflinge aus Wittlich bauen Kelterei. Trierischer Volksfreund, 21./22. Januar 2012. S. 33
3. ↑  Marcus Hormes: Domäne Trier stellt auf Biowein um. In: Trierischer Volksfreund. Volksfreund-Druckerei Nikolaus Koch GmbH, Trier, 10. Oktober 2013, abgerufen am 20. November 2020.
4. ↑  Jörg Busch, Trier-Biewer, 2016.
5. ↑  Gut aufgestellt. Verpachtung an DRK-Sozialwerk (Presseerklärung). Staatskanzlei Rheinland-Pfalz, 19. Februar 2016, archiviert vom Original (nicht mehr online verfügbar) am 28. November 2020; abgerufen am 20. November 2020.  Info: Der Archivlink wurde automatisch eingesetzt und noch nicht geprüft. Bitte prüfe Original- und Archivlink gemäß Anleitung und entferne dann diesen Hinweis.
6. ↑  Verona Kerl: Rotes Kreuz krempelt Weingut Avelsbach in Trier um. In: Trierischer Volksfreund. Volksfreund-Druckerei Nikolaus Koch GmbH, Trier, 13. Juni 2016, abgerufen am 20. November 2020.
7. ↑  Roland Morgen: Hofgut Avelsbach: Von Wein, Emotionen und großen Plänen. In: Trierischer Volksfreund. Volksfreund-Druckerei Nikolaus Koch GmbH, Trier, 9. März 2020, abgerufen am 20. November 2020.
8. ↑  Eintrag zu Domäne Avelsbach - Arbeitersiedlung (2017-03-01) in der Datenbank der Kulturgüter in der Region Trier.